# Oued Kert
Der Oued Kert ist ein maximal 127 km langer Küstenfluss im Nordosten Marokkos. Er führt nur nach langanhaltenden oder heftigen Regenfällen Wasser; ansonsten fällt er den größten Teil des Jahres weitgehend oder gänzlich trocken.

## Verlauf
Der Oued Kert entspringt nach starken Niederschlägen in einer Höhe von etwa 1020 m im östlichen Teil des Rifgebirges, fließt ein kurzes Stück nach Norden, wendet sich danach in Richtung Osten, fließt südlich an der Stadt Midar vorbei und durch die Provinzhauptstadt Driouch hindurch, um schließlich eine nordöstliche, später dann nördliche Richtung einzunehmen und ins Mittelmeer zu münden.

## Nebenflüsse
Der Oued Kert hat mehrere Nebenflüsse, die jedoch ebenfalls nur zeitweise Wasser führen. Der größte ist der von Süden einmündende Oued Irhane.

## Sonstiges
Im Mündungsgebiet des Oued Kert wurden zahlreiche prähistorische Artefakte gefunden.